# Jens Martin Gammelby
Jens Martin Gammelby, né le 5 février 1995 à Ikast au Danemark, est un footballeur danois qui évolue actuellement au poste d'arrière droit au Silkeborg IF.

## Biographie

### Silkeborg IF
Natif de Ikast au Danemark, Jens Martin Gammelby est formé par le club du FC Midtjylland avant de rejoindre le Silkeborg IF, où il poursuit sa formation. Le club est alors en deuxième division lorsqu'il fait ses débuts. Il joue son premier match le 27 mars 2014, en championnat face à Hobro IK. Titulaire en défense centrale lors de cette partie, son équipe s'impose par un but à zéro. À l'issue de cette saison, le club est sacré Champion du Danemark de D2 en terminant premier du championnat et accède à l'élite du football danois, Gammelby gagne ainsi son premier trophée en professionnel.
Gammelby découvre la Superligaen lors de la saison 2014-2015. Il y joue son premier match le 20 juillet 2014, lors de la première journée face à l'un des cadors du championnat, le FC Copenhague (0-0).

### Brøndby IF
Au 1er juillet 2018, Jens Martin Gammelby rejoint officiellement le Brøndby IF, l'un des clubs les plus importants du Danemark. Le 29 juillet suivant, il joue son premier match sous ses nouvelles couleurs face à l'Hobro IK. Ce jour-là, son équipe s'impose par deux buts à un. Il connait sa première titularisation un mois plus tard, lors d'une rencontre de championnat face au Vendsyssel FF, le 26 août, en championnat. Son équipe s'impose par deux buts à un ce jour-là,. Gammelby ne joue pas beaucoup en début de saison, où il est barré par la concurrence du titulaire au poste et capitaine de l'équipe, Johan Larsson, mais ce dernier est transféré à l'EA Guingamp au mercato hivernal et Gammelby, désigné comme son remplaçant, gagne à nouveau du temps de jeu à partir de février 2019. Le 22 avril de la même année, il inscrit son premier but pour son nouveau club contre le FC Midtjylland. Alors que les deux équipes étaient à égalité, c'est lui qui marque le but de la victoire pour son équipe (1-2 pour Brøndby score final).

### Lyngby BK
Le 5 octobre 2020, Jens Martin Gammelby est prêté par le Brøndby IF au Lyngby BK pour le reste de la saison.

### Miedź Legnica
Le 21 janvier 2022, lors du mercato hivernal, Jens Martin Gammelby est prêté par le Brøndby IF au Miedź Legnica, en deuxième division polonaise. Il est cédé jusqu'à la fin de l'année avec option d'achat.

### Retour au Brøndby IF
Gammelby fait son retour au Brøndby IF en septembre 2022.

### Ham-kam
Le 14 février 2023, Jens Martin Gammelby quitte définitivement le Brøndby IF et rejoint la Norvège afin de s'engager en faveur du Ham-Kam où il a pour objectif d'aider le club à se maintenir dans l'élite du football norvégien.

## Palmarès
Silkeborg IF
- Champion du Danemark de D2 en 2014.